# Dominik Peter (Skispringer)
Dominik Peter (* 30. Mai 2001 in Zürich) ist ein ehemaliger Schweizer Skispringer.

## Werdegang
Bei seinem ersten internationalen Wettbewerb belegte Peter im Rahmen der Nordischen Skispiele der OPA 2014 im französischen Gérardmer den 22. Platz. Danach nahm er regelmässig am Alpencup der FIS teil, wo er erstmals im März 2016 in Baiersbronn die Punkteränge erreichte. Nachdem er in der Saison 2018/19 einige Podestplätze hatte erspringen können, beendete er den Alpencup auf dem zweiten Platz in der Gesamtwertung hinter dem Österreicher David Haagen.
Bei den Schweizer Meisterschaften gewann Peter 2016 sowohl den Meistertitel bei den Junioren als auch im Team für den Zürcher Skiverband. Während er in den darauffolgenden drei Jahren den Titel mit dem Team verteidigen konnte, wurde er bei den Juniorenmeisterschaften lediglich Zweiter hinter Sandro Hauswirth.
Sein Continental-Cup-Debüt gab Peter im Dezember 2016 in Einsiedeln, doch konnte er erst im August 2018 bei der Beskiden-Tour Continental-Cup-Punkte erspringen. Sein bisher bestes Resultat war der zwölfte Platz, den er im Januar 2019 in Klingenthal belegte.
Peter nahm zwischen 2017 und 2019 bei drei Nordischen Junioren-Skiweltmeisterschaften teil. Sein bestes Einzelresultat erzielte er dabei 2019 mit dem elften Platz im finnischen Lahti.
Im italienischen Predazzo gab Peter Anfang 2019 sein Debüt im Weltcup, wo er jedoch mit dem 45. Platz den zweiten Durchgang verpasste. Erst zu Beginn der neuen Weltcup-Saison 2019/20 erreichte er die Punkteränge, als er unter schweren Witterungsverhältnissen den 26. Platz in Ruka belegte. Bei den Skiweltmeisterschaften 2021 in Oberstdorf wurde er im Einzelspringen von der Normalschanze 31. und von der Grossschanze 33. Mit dem Schweizer Herrenteam wurde er im Mannschaftswettbewerb Siebter.
Bei einem Trainingsunfall im Mai 2021 verletzte sich Peter am Aussen- und Innenmeniskus des linken Knies schwer. Der Teamarzt ging von einer mehrmonatigen Rehabilitation aus. Schliesslich absolvierte er bereits Mitte Oktober bei den Schweizer Meisterschaften seine ersten Wettkampfsprünge und gewann dabei die Silbermedaille hinter Gregor Deschwanden. Bei den Olympischen Winterspielen 2022 in Peking wurde er auf der Normalschanze 35. und von der Grossschanze 36. Mit dem Schweizer Herrenteam wurde er im Mannschaftswettbewerb Achter.
Im Jahr 2024 verkündete Peter seine Karriereende, nachdem er bereits während der Saison 2023/24 eine Wettkampfpause eingelegt hatte. Er begründete dies mit Essstörungen, die er aufgrund der Gewichtsanforderungen im Skispringen entwickelt hatte.

## Statistik

### Weltcup-Platzierungen
| Saison  | Platz | Punkte |
| ------- | ----- | ------ |
| 2019/20 | 58.   | 010    |
| 2020/21 | 54.   | 025    |
| 2021/22 | 57.   | 023    |
| 2022/23 | 45.   | 044    |

### Grand-Prix-Platzierungen
| Saison | Platz | Punkte |
| ------ | ----- | ------ |
| 2019   | 67.   | 003    |
| 2022   | 66.   | 009    |

### Continental-Cup-Platzierungen
| Saison  | Sommer | Sommer | Winter | Winter | Gesamt | Gesamt |
| Saison  | Platz  | Punkte | Platz  | Punkte | Platz  | Punkte |
| ------- | ------ | ------ | ------ | ------ | ------ | ------ |
| 2018/19 | 65.    | 032    | 64.    | 073    | 72.    | 105    |
| 2019/20 | 33.    | 102    | 44.    | 091    | 40.    | 193    |
| 2020/21 | 08.    | 058    | 76.    | 016    | 52.    | 074    |
| 2022/23 | 52.    | 015    | 46.    | 088    | 51.    | 103    |